# Ostaszewo (województwo pomorskie)
Ostaszewo (do 1945 niem. Schöneberg, pol. Szymbark, po 1945 krótko Szymbork, Szynberg) – wieś w Polsce położona w województwie pomorskim, w powiecie nowodworskim, w gminie Ostaszewo na obszarze Żuław Wiślanych w odległości 1 km od Wisły. Wieś znajduje się na nieczynnym szlaku Żuławskiej Kolei Dojazdowej.
Wieś królewska położona była w II połowie XVI wieku w województwie malborskim. W latach 1975–1998 miejscowość położona była w województwie elbląskim.
Miejscowość jest siedzibą gminy Ostaszewo i parafii rzymskokatolickiej.

## Historia
Przed XIV w. teren późniejszej wsi Ostaszewo stanowił zamieszkałą wyspę, ujętą wodami Wisły. W wyniku podjętych przez zakon krzyżacki prac melioracyjnych i budowy wałów, około 1330 r. została tu założona wieś lokacyjna. Osada ta otrzymała w 1333 r. przywilej lokacyjny na prawie chełmińskim, z rąk wielkiego komtura zakonu krzyżackiego Konrada Kesselhuta. Obszar wsi posiadał powierzchnię 60 włók (1 włóka chełmińska = 16,8 ha), z których cztery wolne włóki (czyli takie, które zostały zwolnione z obowiązku płacenia daniny na rzecz pana feudalnego) przeznaczone zostały na utrzymanie proboszcza, zaś sześć wolnych włók nadano zasadźcom. Pozostałe 50 włók podzielono pomiędzy 25 chłopów, którzy przez pierwszych 5 lat zwolnieni byli z obowiązku płacenia daniny. później każdy chłop miał przekazywać z każdej włóki 1½ chełmińskiego grosza oraz dwie kury jako czynsz na rzecz zakonu krzyżackiego. Ponadto z każdej włóki ziemi jej posiadacz musiał w ciągu roku odpracować 6 dni przy budowie zamku w Malborku. W przywileju lokacyjnym znalazła się też wzmianka o tym, iż już wtedy we wsi znajdował się kościół. Przekaz źródłowy z 1409 r. i informuje, iż wielki mistrz Ulrich von Jungingen przekazał dochody z tytułu prawa patronatu nad kościołem parafialnym w Ostaszewie na rzecz szpitala św. Elżbiety w Gdańsku, co zostało w 1411 r. potwierdzone przez biskupa. Na portalu wieży znajdowała się inskrypcja dotycząca przerwania wałów i wielkiej powodzi, jaka miała miejsce w 1526 r. Od połowy XVI w. we wsi istniała także gmina ewangelicka. Brak jednak pewnych informacji o tym, czy wykorzystywała ona przejściowo kościół, czy też nabożeństwa sprawowano jedynie w prywatnych domach. Od XVII gotycki kościół służył wyłącznie katolikom.

## Zabytki

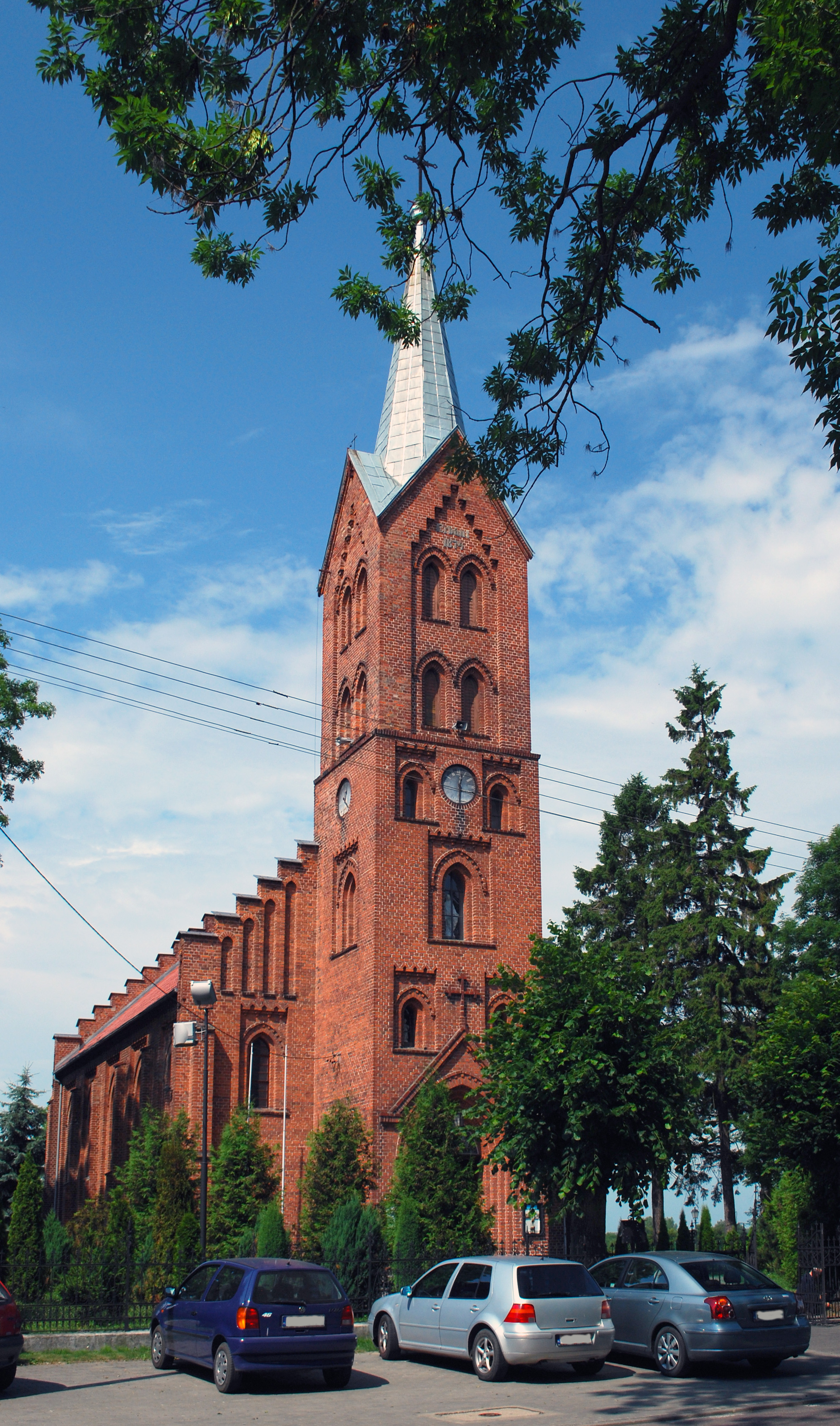
Kościół pw. św Jana Chrzciciela

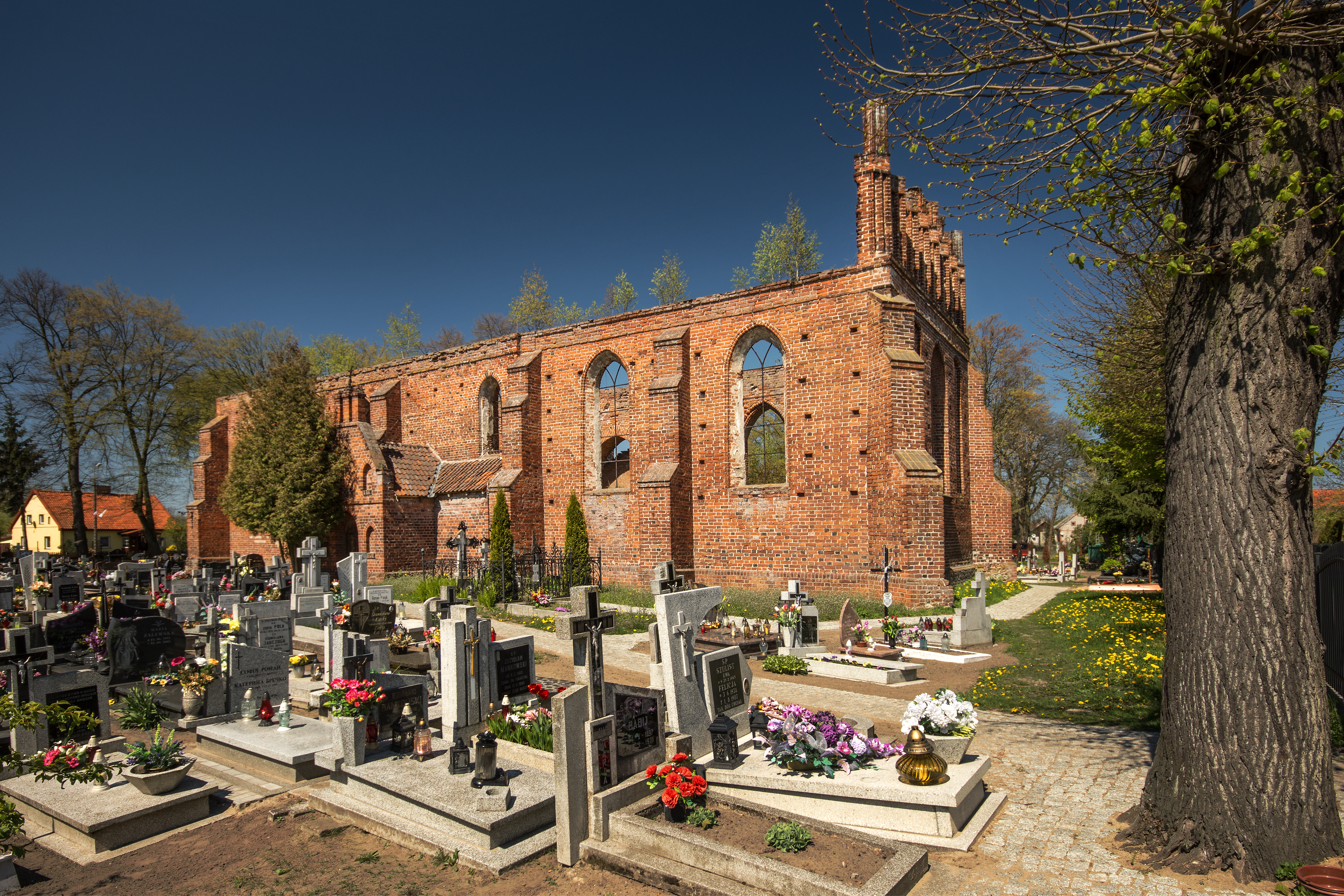
Ruiny starego kościoła pw. św Jana Chrzciciela

Według rejestru zabytków NID na listę zabytków wpisane są:
- neogotycki kościół ewangelicki, obecnie rzymskokatolicki parafialny pw. św. Jana Chrzciciela, 1873–1874, nr rej.: A-1422 z 21.10.1993
- kościół pw. św. Jana Chrzciciela (ruina), XIV, XIX, nr rej.: A-738 z 21.12.1972.

Zachowane ruiny gotyckiego kościoła z końca XIV – połowy XV wieku zniszczonego w 1945 roku. Najstarszą częścią założenia jest prezbiterium z około 1390–1405 roku. Następnie, po około 1405 roku, wybudowano dolną część wieży. Dalsze prace budowlane prowadzono do około 1450 roku. Z akt wizytacji przeprowadzonej w 1698 r. wynika, że krótko przedtem wieża została odnowiona z inicjatywy proboszcza Isbanta. W 1785 r. dach wieży otrzymał nowe pokrycie gontem, zastąpione w 1857 r. łupkiem. W 1846 dach korpusu przykryto dachówką holenderką po usunięciu istniejącego dotąd pokrycia dachówką mnich-mniszka. W 1859 r. szczyt wschodni połączono z więźbą za pomocą ankrów. W latach 1866–1867 przeprowadzono prace restauratorskie, m.in. odnowiono maswerki i partię cokołową murów, jak też wyburzono południową kruchtę zastępując ją nowym budynkiem. Kolejne prace restauratorskie przeprowadzono w 1910 r. przy szczycie wschodnim. Przy tej okazji odtworzono tynkowe blendy i opaski z malowaną dekoracją maswerkową. W dniu 4 kwietnia 1945 kościół został spalony z rozkazu niemieckiego oficera SS, który wraz ze swoją jednostką miał bronić okolic Ostaszewa przed Armią Czerwoną.
Ponadto we wsi znajdują się:
- Dom nr 21, zbudowany w XIX wieku
- Dawny hotel przy ul. Kościuszki 29 z gankiem zdobionym laubzekinem
- Dawna szkoła ewangelicka pod nr 20, obecnie "Izba Historii i Tradycji Gminy Ostaszewo"
- Znajdujący się niegdyś we wsi wiatrak odwadniający został w 1933 roku przeniesiony do skansenu techniki w Oliwie (obok spichrza opackiego – ob. muzeum etnograficznego), gdzie w latach 50. i w końcu l. 70. uległ częściowemu spaleniu. Jego pozostałości przeniesiono najpierw do Sobieszewa, a obecnie znajdują się w Żuławskim Parku Historycznym w Nowym Dworze Gdańskim.